# Cova des Puigderrós de Dalt
La cova des Puigderrós de Dalt és una cova artificial prehistòrica situada al lloc anomenat es Camp Vell, de la possessió des Puigderrós de Dalt, al municipi de Llucmajor, Mallorca. La planta d'aquesta cova té forma de ferradura i les seves dimensions són de 12 m de llargària per 6 m d'amplada, amb una alçada màxima és d'1,6 m.